# Chariesthes flavolineata
Chariesthes flavolineata är en skalbaggsart som beskrevs av Pierre Lepesme och Stefan von Breuning 1950. Chariesthes flavolineata ingår i släktet Chariesthes och familjen långhorningar.
Artens utbredningsområde är Sierra Leone. Inga underarter finns listade i Catalogue of Life.